# David Herlihy
David Herlihy (San Francisco, 8 maggio 1930 – 15 febbraio 1991) è stato uno storico statunitense, studioso di  storia medioevale e rinascimentale  con particolare interesse per quella della Toscana.
Nato nel 1930 a San Francisco, studiò nelle università di San Francisco, di Washington e di Yale dove si dedicò alla storia medioevale della Russia.
Nel 1952 incontrò e fu allievo di Roberto S. Lopez che si era trasferito negli Stati Uniti e che lo convinse  a dedicarsi alla storia italiana.
Dal 1954 iniziò a trascorrere lunghi periodi in Toscana, dove si dedicò a meticolose ricerche negli archivi di Pisa, Pistoia e Firenze, seguite da originali e documentate pubblicazioni sulla storia economica e delle strutture familiari toscane del Medioevo e del Rinascimento.
Insegnò anche nelle Università del Wisconsin, di Harvard e di Brown.
Fu fra i primi studiosi di storia a servirsi in modo sistematico del calcolatore elettronico per elaborare la grandissima mole dei dati raccolti, in schemi e tabelle statistiche, come nel monumentale studio sul Catasto fiorentino del 1427, da lui intrapreso nel 1966 con Christiane Klapisch-Zuber, che permise la ricostruzione delle strutture sociali ed economiche delle famiglie fiorentine dei primi del Quattrocento.

## Opere principali
- Pisa In The Early Renaissance; A Study Of Urban Growth, 1958
- Medieval And Renaissance Pistoia; The Social History Of An Italian Town, 1200-1430, 1967
- Medieval Culture and Society, 1968 (compiler)
- The History of Feudalism, 1970 (compiler)
- Women in Medieval Society, 1971
- The Social History Of Italy And Western Europe, 700-1500, 1978
- Les Toscans Et Leurs Familles: Une étude Du "Catasto" Florentin De 1427, 1979 (con Christiane Klapisch-Zuber)
- Cities And Society In Medieval Italy, 1980
- Medieval Households, 1985
- The Black Death and the Transformation of the West,1985
- Tuscans and their Families, 1985
- Opera Muliebria: Women And Work In Medieval Europe, 1990